# John Dyke Acland
Pour les articles homonymes, voir John Acland et Acland.
John Dyke Acland (18 février 1746 - 31 octobre 1778), de Tetton et Pixton dans le Somerset, est député conservateur de Callington en Cornouailles et combat dans la guerre d'indépendance américaine en 1776.

## Origines

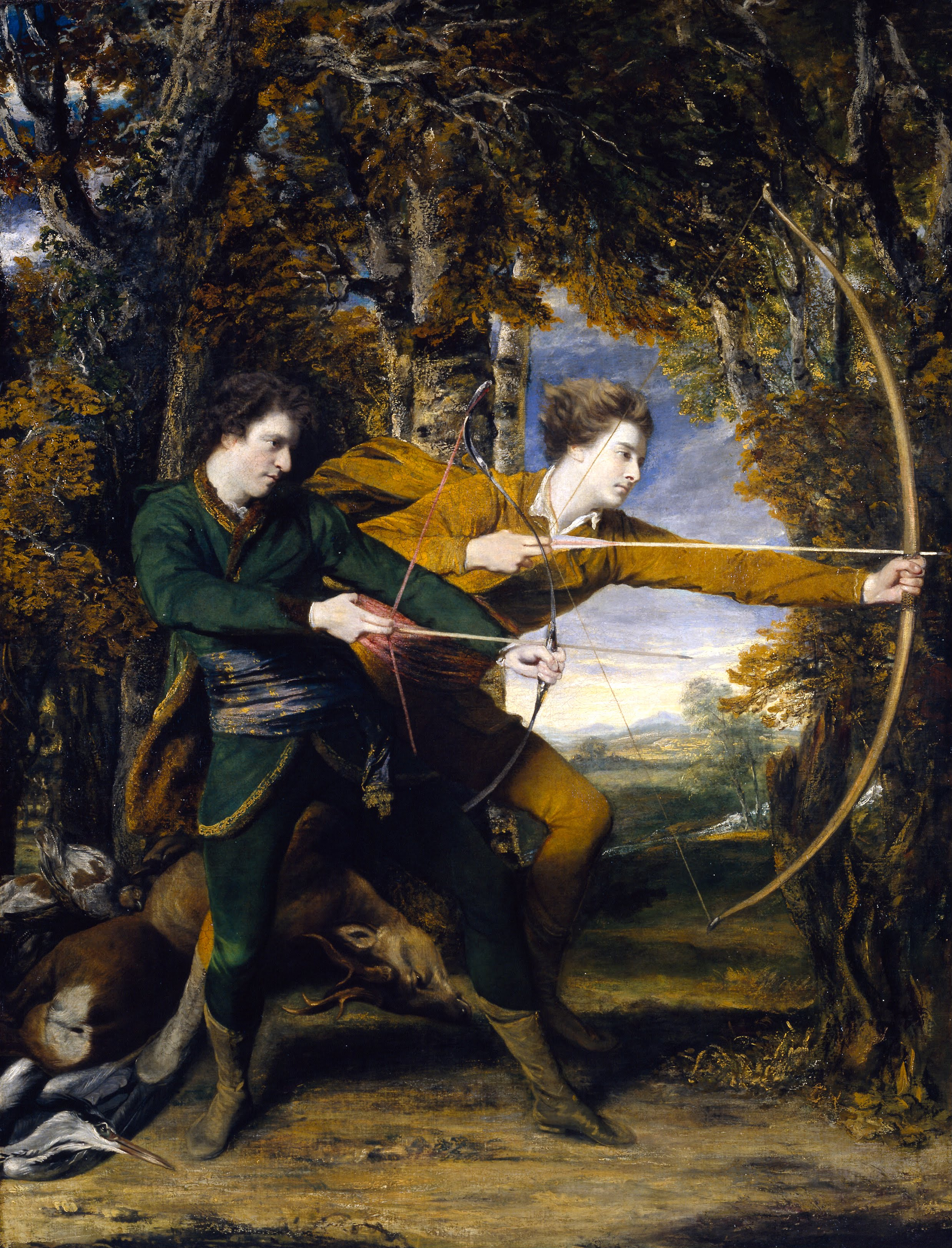
Colonel Acland et Lord Sydney, Les Archers, par Joshua Reynolds, 1769.

Il est le fils aîné et héritier présomptif de Thomas Dyke Acland (7e baronnet) (1722-1785) de Killerton dans le Devon et Petherton Park dans le Somerset, et de sa femme Elizabeth Dyke (d.1753), fille et héritière de Thomas Dyke de Tetton, Holnicote et Pixton dans le Somerset . L'ancienne famille Acland, censée être d'origine flamande, est originaire du domaine d'Acland dans la paroisse de Landkey dans le nord du Devon, où elle est enregistrée pour la première fois en 1155 .

## Carrière
Acland est colonel de la 1re milice du Devon formée pour protéger la Grande-Bretagne d'une invasion française redoutée. En 1774, il est élu député de l'arrondissement de Callington en Cornouailles, et exprime avec force ses vues conservatrices au parlement en s'opposant avec virulence au mouvement des colons américains pour obtenir l'indépendance à la suite de leur plainte de « Pas de taxation sans représentation ». Il exprime du mépris pour ses collègues députés qui cherchent à apaiser les colons et qualifie leurs propositions de concessions de « nugatoires et humiliantes » et susceptibles d'entraîner « une convulsion totale de l'Empire britannique ». On dit que sa véhémence alarme même le roi George III lui-même, nullement ami des colons révolutionnaires. En sa qualité de colonel de la milice et en contournant le parlement, il présente une adresse loyale au roi en personne lui promettant de l'aide chaque fois et partout où il est appelé à réprimer la sédition et dans lequel il décrit l'opposition Whig comme des rebelles aux intérêts du roi, s'apparentant aux colons américains. Cette action de sa part lui vaut l'inimitié du parti Whig. Le cousin germain de sa femme est l'éminent Whig Charles James Fox, qui le critique sauvagement au Parlement. Alors qu'il est encore membre du Parlement, il achète une commission d'officier dans le 20e régiment d'infanterie. Lors de l'ouverture officielle du Parlement en octobre 1774, le roi parle d'une "guerre rebelle" qui a été ouverte par les colons qui ont tiré des coups de feu sur Lexington et Concord, et John Acland reçoit le privilège de déplacer le vote formel de remerciements au Discours du roi à la Chambre des communes. Ce qu'il fait en termes « pleins et adulatoires », qui sont mal accueillis par l'opposition Whig.
Le 8 avril 1776 et accompagné de sa femme et de son chien de compagnie "Jack Ketch", il s'embarque dans le Kent depuis Cork en Irlande pour le Canada en tant que major de grenadiers dans le 20e régiment d'infanterie, servant sous les ordres de son ami le général John Burgoyne à la tête d'une armée pour renforcer les troupes britanniques. Il est présent avec Burgoyne lors de son invasion du nord de New York en 1777.
Le 7 octobre 1777, à la Batailles de Saratoga, près de Stillwater, dans l'État de New York, il est touché aux jambes par les Américains et fait prisonnier. Sa femme, Lady Harriet, est autorisée à entrer dans le camp américain pour soigner son mari et est bien traitée par les soldats américains.
Acland est reconnaissant du traitement reçu lors de sa convalescence en tant que prisonnier de guerre, à tel point qu'après son retour en Angleterre, il défie un certain lieutenant Lloyd en duel lorsque ce dernier parle du mal des Américains lors d'un dîner. Bien qu'il ait survécu au duel, il attrape un rhume duquel il est décédé à Pixton Park en 1778.

## Mariage et enfants

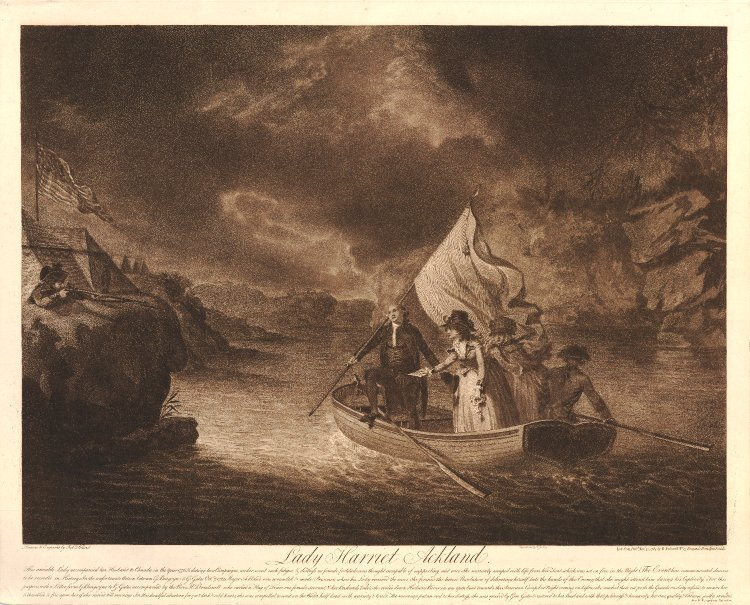
Lady Harriet Acland (née Fox-Strangways) sur la rivière Hudson, dessinée et gravée par Robert Pollard, 1784

En 1770, il épouse Christian Henrietta Caroline Fox-Strangways (d. 1815), (connue sous le nom de Harriet) une fille de Stephen Fox-Strangways (1er comte d'Ilchester) et de son épouse, Elizabeth Horner. Harriet est une cousine germaine du principal homme d'État whig Charles James Fox, un adversaire politique de son mari. Elle accompagne son mari pendant son service militaire au Canada et fait preuve d'un comportement exceptionnellement courageux, pour lequel elle devient plus tard célèbre. Non seulement elle insiste pour suivre son mari au fur et à mesure que la campagne progresse, mais elle insiste pour traverser la rivière Hudson en territoire ennemi afin de soigner son mari prisonnier de guerre pendant neuf semaines. Une peinture à l'huile, maintenant à Killerton, est faite illustrant son exploit de traverser le Saint-Laurent, et est exposée à la Royal Academy de Londres, et a été transformée en une gravure largement publiée.
Acland et sa femme ont les enfants suivants :
- John Dyke Acland, 8e baronnet (1778 - 1785), qui, le 24 février 1785 à l'âge de 7 ans, hérite du titre de baronnet à la mort de son grand-père le 7e baronnet[12]. Il meurt quelques semaines plus tard à l'âge de 7 ans, et le titre de baronnet passe à son oncle Thomas Dyke Acland (9e baronnet).
- Elizabeth "Kitty" Acland (1772-1813) qui épouse en 1796 Henry Herbert (2e comte de Carnarvon)[7]. Lors de son mariage, elle reçoit dans le cadre de son règlement de mariage les domaines Acland de Pixton et Tetton dans le Somerset [13] qui sont ainsi passés à la famille Herbert.

Il meurt à l'âge de 34 ans le 31 octobre 1778, avant son père. Sa veuve Harriet vit à Pixton jusqu'en 1796, date à laquelle il est donné à sa fille dans le cadre de son accord de mariage, puis à Tetton, jusqu'à sa mort en 1815.